# Suboccidente
La subregión Occidente o Suboccidente, es una de las 4 subregiones del departamento colombiano de Huila. Se ubica en el occidente del departamento y cuenta con 5 municipios, su ciudad capital es La Plata.

## Municipios
- La Argentina
- La Plata
- Nátaga
- Paicol
- Tesalia

## Límites
- Al norte con la subregión Subnorte
- Al este con la subregión Subcentro
- Al sur con la subregión Subsur
- Al oeste con el departamento de Cauca

## Generalidades
En la Subregión Occidente, habitan 98.475 ciudadanos (proyección del DANE para 2015), que equivalen al 8.39% de la población del Huila. Los habitantes de la zona rural corresponden al 58.32%. Es la más pequeña en área y la de menor número de habitantes. En ella existe el mayor número de indígenas (guambianos y paeces) del Huila. La economía se fundamenta en la explotación agrícola y ganadera tradicional. El oriente del departamento del Cauca, particularmente la zona de Tierradentro, tiene una activa comunicación con esta subregión. La cuenca del río Páez, que nace en el Volcán Nevado del Huila y que divide los departamentos de Huila y Cauca en ese sector, ha recibido los devastadores efectos de los deshielos del Volcán Nevado, tales como los ocurridos en 1994 y 2008.
Esta subregión cuenta con atractivos turísticos como la Caja de Agua de Paicol, el Santuario de Aránzazu, Templo San Sebastián, la Azufrada, la Caverna de Cumbre, el parque natural Regional Serranía de Las Minas, entre otros.